# Mixcoatl
Mixcoatl („Chmurny Wąż”) – w mitologii azteckiej bóg gwiazd, Gwiazdy Polarnej i łowów.
Mixcoatl wraz z Tlalokiem sprawował władzę nad wschodnią strefą Wszechświata. Najczęściej czczony był pod postacią jelenia i kojarzono go z Drogą Mleczną oraz z błyskawicami. Bardzo często przybierał różne formy, najczęściej ukazywał się jako chmura pędząca na wietrze lub olbrzym o ciele w pasy, długich czarnych włosach i obliczu jelenia lub królika. Boga tego znano w wielu plemionach, m.in. u Cziczimeków, Pipilów i Otomi, gdzie nazywano go Iztacmixcoatl („Biały Wąż Chmur”).